# GDP (músico)
Matthew Miller, más conocido por su nombre artístico GDP, es un cantante de hip hop estadounidense de West Orange, Nueva Jersey.

## Historia
GDP inició en 2008 con el lanzamiento de un split con Dirty Money. Al año siguiente lanzó su primer álbum de larga duración, titulado Realistic Expectations a través de Say-10 Records. En 2010, GDP lanzó su primer casete titulado Magic Bullet a través de Ride The Fury Records.
En 2011, el GDP lanzó su segundo álbum de larga duración titulado Useless Eaters a través de Run For Cover Records. 
En 2013, el GDP publicó un vinilo con The Wrong Address, titulado Holla a través de Run for Cover.
En 2014, GDP lanzó un álbum recopilatorio coleccionables titulado Collectibles a través de Smokers Cough y Ride The Fury. En marzo de 2014, The Front Bottoms anunció en el South by Southwest festival de música que planeaban lanzar un split con GDP en algún momento en el futuro. el split 7 "fue anunciado oficialmente el año siguiente y fue puesto en libertad el 18 de abril de 2015 (Record Store Day).

## Discografía

### Álbumes de estudio
- Realistic Expectations (2009, Say-10)
- Useless Eaters (2011, Run For Cover)

### EPs
- Involvement (2007, Division East Records)
- Makeup Smearing Python (2012, Smokers Cough)

### Vinyl / Splits
- GDP, Dirty Money 7" (2008, Division East)
- The Front Bottoms, GDP 7" (2015, Bar/None Records, Run For Cover Records)
- Holla (2013, Run For Cover Records)

### Casetes
- Magic Bullet cassette (2009, Ride The Fury Records)
- Tunnel Buddies casette (2012, Ride The Fury Records)

### Compilaciones
- Instrumental Instillations vol. 1 (Bandcamp exclusive)
- Collectibles (2014, Smokers Cough, Ride The Fury)

- Datos: Q19879968